# Hochmättli
Das Hochmättli ist ein 2252 m ü. M. hoher Berg in den Glarner Alpen.
Die Hochmättli-Silberspitz-Kette liegt zwischen dem Murgtal im Südosten und dem Mürtschental im Nordwesten. Über die Gipfel verläuft die Grenze zwischen Obstalden (Gemeinde Glarus Nord) im Kanton Glarus und Murg (Gemeinde Quarten) im Kanton St. Gallen. Etwa 570 m südwestlich liegt der Nebengipfel Chli Hochmättli mit einer Höhe von 2193 m.

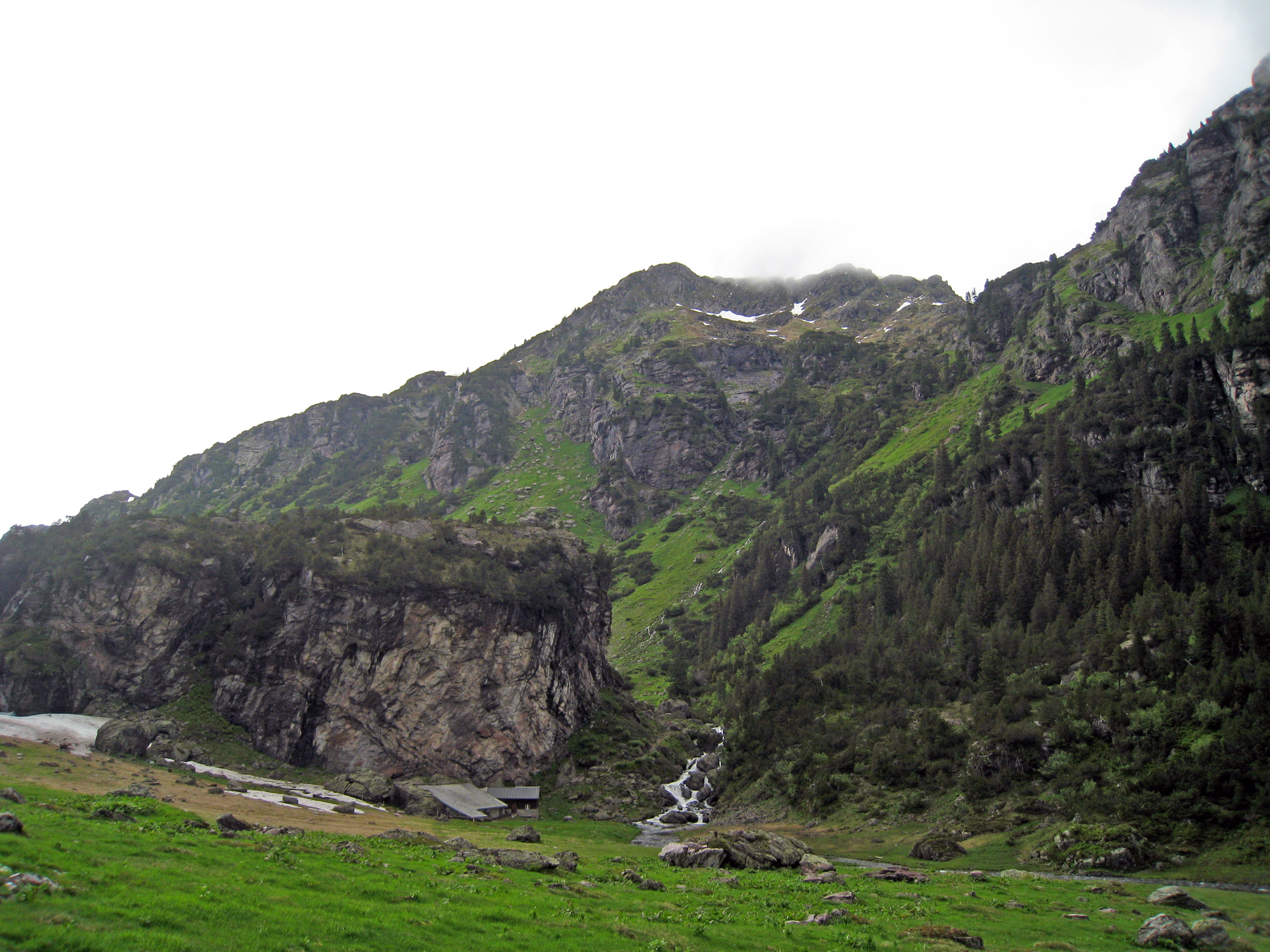
Chli Hochmättli vom Murgtal aus (Juni 2016)